# Dayton (Indiana)
Dayton és una població dels Estats Units a l'estat d'Indiana. Segons el cens del 2008 tenia 1.208 habitants.

## Demografia
Segons el cens del 2000, Dayton tenia 1.120 habitants, 401 habitatges, i 313 famílies. La densitat de població era de 415,8 habitants per km².
Dels 401 habitatges en un 49,1% hi vivien nens de menys de 18 anys, en un 59,4% hi vivien parelles casades, en un 14,7% dones solteres, i en un 21,9% no eren unitats familiars. En el 18,2% dels habitatges hi vivien persones soles el 7% de les quals corresponia a persones de 65 anys o més que vivien soles. El nombre mitjà de persones vivint en cada habitatge era de 2,79 i el nombre mitjà de persones que vivien en cada família era de 3,15.
Per edats la població es repartia de la següent manera: un 33,4% tenia menys de 18 anys, un 7,9% entre 18 i 24, un 33,8% entre 25 i 44, un 16,3% de 45 a 60 i un 8,7% 65 anys o més.
L'edat mediana era de 30 anys. Per cada 100 dones de 18 o més anys hi havia 91,3 homes.
La renda mediana per habitatge era de 44.792$ i la renda mediana per família de 48.021$. Els homes tenien una renda mediana de 42.813$ mentre que les dones 25.950$. La renda per capita de la població era de 17.401$. Entorn del 10% de les famílies i el 7,9% de la població estaven per davall del llindar de pobresa.

## Poblacions més properes
El següent diagrama mostra les poblacions més properes.